# Pitodoris
Pitodoris del Ponto o Pythodoris de Tralles (Esmirna 30 a. C. o 29 a. C. - Sinope (Turquía) 38 d. C.) fue reina y regente del Reino del Ponto y del Reino del Bósforo por el fallecimiento de su esposo Polemón I Rey del Ponto y del Bósforo, durante la minoridad de su hijo y heredero Polemón II, conservando durante su vida gran influencia sobre el gobierno del Reino, y también fue reina de Capadocia.

## Biografía
Era nieta del triunviro romano Marco Antonio quien casó a su hija Antonia, fruto de su segundo matrimonio con su prima Antonia Hibrida la Menor, con el rico comerciante griego Pitodoro de Trales. Pitodoris fue la única hija del matrimonio entre Antonia y Pitodoro.
En 13 a. C. Pitodoris se casó con el rey del Ponto y del Bósforo, Polemón I. Polemón había repudiado a su primera esposa Dinamia quien no le había dado hijos, salvo un hijastro Tiberio Julio Aspurgo, que a la muerte de Polemón reclamaría para sí el reino del Bósforo.
Pitodoris le dio a Polemón I tres hijos, dos varones y una mujer: Marco Antonio Polemón, el futuro Polemón II, Zenón Artaxias, quien con el nombre de Artaxias III fue Rey de Armenia, y Antonia Trifena, quien fue reina de Tracia por su matrimonio con el Rey Cotis VIII.
A la muerte de Polemón I en 8 a. C. asumió la regencia del Reino del Ponto y del Bósforo durante la minoría de edad de Polemón II, quien tenía 4 años aproximadamente. Sin embargo la regente no pudo mantener la unidad de sus dominios toda vez que, conocido el fallecimiento de Polemón I, hubo una revuelta independentista que separó el Reino del Bósforo del Reino del Ponto, proclamando Rey del Bósforo al hijastro del fallecido monarca, Tiberio Julio Aspurgo.
En 1 a. C. se reconoció formalmente a Polemón II como rey del Ponto, pero con su poderosa influencia fue Pitodoris quien continuó ejerciendo realmente el poder.
Hacia 4 d. C. también se convirtió en reina de Capadocia al casarse con el Rey Arquelao Ktistes, con quien no tuvo hijos, y pese a que se trasladó a la corte de su nuevo esposo desde allí continuaba influenciando en la política del Reino del Ponto.
A la muerte de Arquelao en 17 d. C. el emperador Tiberio decretó la anexión de Capadocia al Imperio como Provincia romana y por ende la extinción del Reino de Capadocia, por lo que Pitodoris regresó al Ponto, donde residió hasta su muerte en 38 d. C..
Según Plutarco, Pitodoris amparó en su corte y fue amiga del célebre geográfo Estrabón, quien la describió como una mujer virtuosa, de carácter y de gran capacidad para los negocios y que llevó al Reino del Ponto a su momento de máximo esplendor.